# Jaume Ferrer i Graupera
Jaume Ferrer i Graupera (Barcelona, 29 de novembre de 1963) és un empresari barceloní. Fou vicepresident de l'àrea de patrimoni i directiu responsable de la secció d'handbol del Futbol Club Barcelona, formant part de la Junta Directiva des de l'inici del mandat del president Joan Laporta el 2003, en diversos càrrecs de responsabilitat fins a ocupar l'any 2007 una de les vicepresidències. Ha exercit com a responsable de Màrqueting i Mitjans Audiovisuals. Ha cursat Ciències Empresarials i un Màster en Gestió i Comerç Internacional (1981-1986) per ESADE i dirigeix el seu grup d'empreses, una consultoria especialitzada en la gestió de pimes. Ha desenvolupat la seva trajectòria professional en multinacionals com El Caserío, Citizen i Bimbo, en els departaments de màrqueting.

## Una vida blaugrana
Jaume Ferrer té el número 79.935 de soci de Futbol Club Barcelona. Nascut en una família de culers, és un assidu al Camp Nou des dels deu anys. Als nou va fer la prova per poder accedir a una plaça a l'escola de futbolistes del Futbol Club Barcelona. Malgrat jugar de davanter a l'equip del col·legi, li va ser assignada la posició de defensa i “això que ho vaig fer bé”, acostuma a bromejar. Truncades les seves aspiracions infantils, les seves inquietuds blaugranes el van portar a formar part de la candidatura del president Joan Laporta i després de set anys d'experiència va aspirar a ser elegit president en les eleccions del Club fixades per al 13 de juny de 2010. Jaume Ferrer és pare de quatre fills i, a més d'un fervent i apassionat seguidor del Barça, va néixer el mateix dia de la fundació del Club.

## La irrupció al Barça
Jaume Ferrer va arribar al Barça l'any 2003 com a integrant de la candidatura encapçalada per Joan Laporta. El 15 de juny d'aquell any el 52,27% dels socis varen donar suport al grup de joves empresaris que van liderar aquella nova proposta. Laporta s'imposà a Lluís Bassat, el gran favorit en les enquestes, per 27.138 a 16.412 vots. Jaume Ferrer formà part d'aquella primera Junta Directiva, ocupant càrrecs de responsabilitat i donant continuïtat a un projecte d'èxit no exempt de moments de crisi institucional com la que va desencadenar la primera dimissió en bloc de cinc membres de l'antiga junta l'any 2005, amb el vicepresident esportiu Sandro Rosell al capdavant, juntament amb Josep Maria Bartomeu, Jordi Monés, Jordi Moix i Xavier Faus. La moció de censura del 2008 promoguda pel soci Oriol Giralt i que va obtenir el suport del 60,60% dels socis que van votar va suposar un altre moment crític per la continuïtat del projecte. Vuit directius van decidir abandonar aleshores a Laporta amb Ferran Soriano al capdavant, secundat per Albert Vicens, Marc Ingla, Toni Rovira, Xavier Cambra, Claudia Vives-Fierro, Josep Lluís Vilaseca i Evarist Murtra. Ferrer és un dels quatre directius que es van mantenir amb Laporta des del 2003 fins al 2010, juntament amb Alfons Godall, Alfons Castro i Josep Cubells, al capdavant d'un projecte que l'any 2009 significà el millor any de la història del club amb el Barça de les sis copes.

## El cas d'espionatge
Jaume Ferrer va ser objecte d'espionatge pel Club l'any 2009, juntament amb els vicepresidents Joan Boix, Joan Franquesa i Rafael Yuste. L'escàndol significà una crisi institucional al Club. Joan Olivé, Director General del FC Barcelona, va justificar unes suposades ‘auditories de seguretat', que en realitat comprovaven quines persones podien ser els millors candidats a president entre els membres de la Junta. L'únic vicepresident que no va ser investigat va ser Alfons Godall, en aquell moment designat per Laporta com el seu delfí. Jaume Ferrer va descartar presentar la seva dimissió, apel·lant a la responsabilitat per l'estabilitat del Club.

## Eleccions a la presidència del FC Barcelona 2010
El 23 de desembre de 2009, Jaume Ferrer va anunciar la seva decisió de presentar-se a les eleccions a la Presidència del FC Barcelona amb un projecte renovador per consolidar el programa esportiu i econòmic del Club i millorar-lo en l'àrea social.
En aquestes eleccions Joan Laporta no podia presentar-se de nou, i inicialment donà suport al seu amic i vicepresident Alfons Godall. Quan Godall va voler incorporar a Ferran Soriano a la seva candidatura, Laporta li retirà el suport, i el donà a Jaume Ferrer, que passà a ser el candidat continuista. Alfons Godall optà per integrar-se a la candidatura liderada per Marc Ingla, amb els també vicepresidents Ferran Soriano i Albert Vicens.
Jaume Ferrer fou un dels 4 candidats que assoliren les signatures necessàries per participar en aquestes eleccions. Sandro Rosell guanyà les eleccions, celebrades el 13 de juny de 2010, amb un 61,35% dels vots, amb el suport de 35.021 socis. En segon lloc quedà Agustí Benedito amb el 14,09% de suports (8.044 vots), Marc Ingla fou el tercer, amb un 12,29% (7.014 vots), i Jaume Ferrer quedà en l'últim lloc, amb un 10,80% (6.168 vots).